# Sankt Hans och Sankt Pers kyrkoruiner

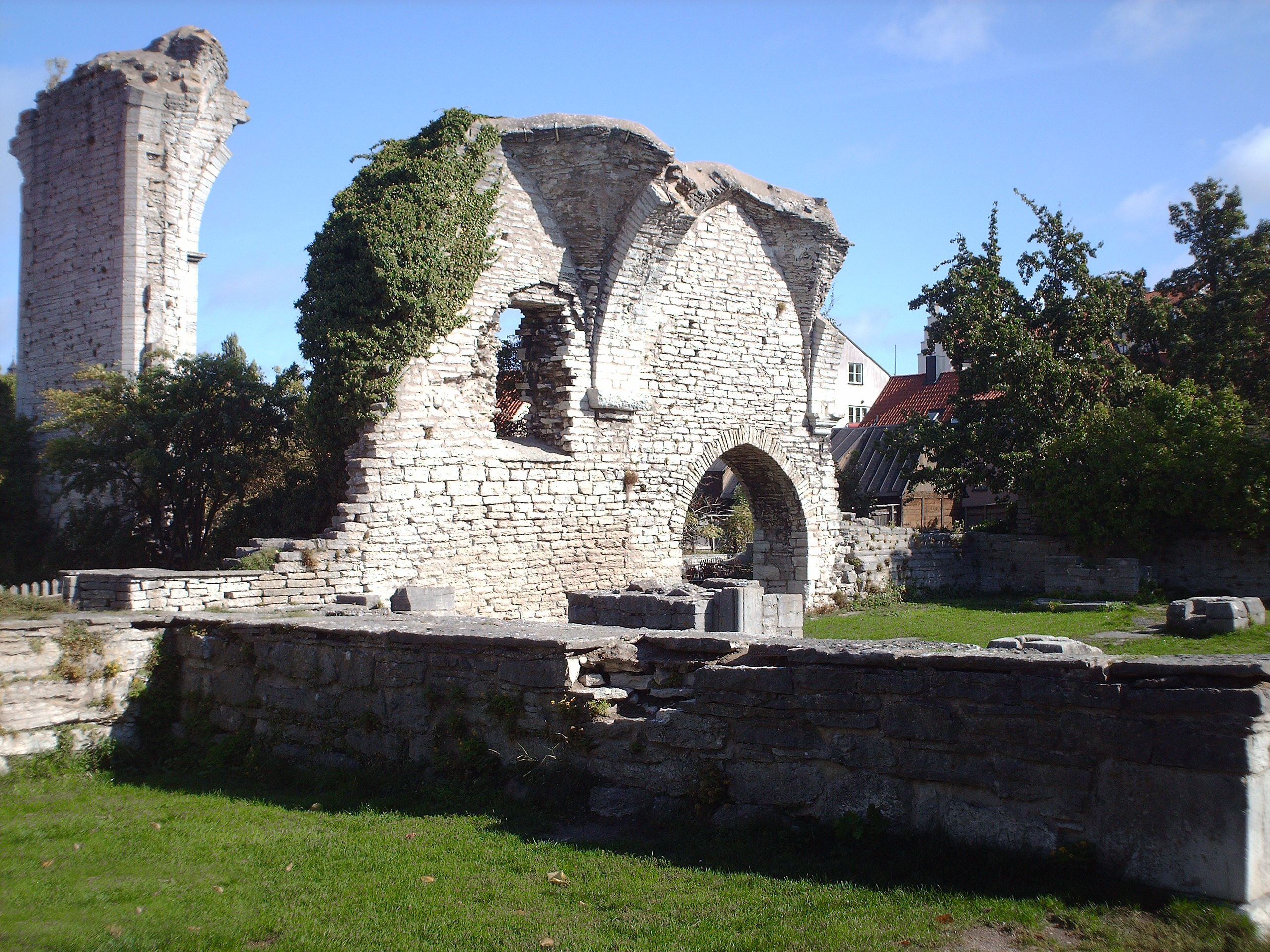
S:t Pers ruin närmast kameran, S:t Hans bortom S:t Per.

S:t Hans och S:t Per är två sammanbyggda kyrkoruiner i Visby, Gotland. De nu stående kyrkorna uppfördes på 1200-talet och var helgade åt evangelisten Johannes respektive aposteln Petrus. 

## Historik
Den äldsta S:t Hans var sannolikt den första stenkyrka som byggdes på Gotland (samtida var dock även S:t Clemens), på platsen för det forna hedniska viet (offerplatsen). Detta har skett omkring 1060, då de kristna utmanövrerat och fördrivit de gammeltroende och det är inte osannolikt att kyrkan föregåtts av ett hedniskt tempel (ett sådant kan sannolikt beläggas i Eke ting på ön).
S:t Hans var församlingskyrka för gotlänningarna i Visby, S:t Per byggdes efter 1161 som tysk församlingskyrka i staden på platsen för den övergivna träkyrkan, Allhelgonakyrkan. I det alltmer förtyskade och ”hanseatiserade” 1200-talet, då tyska och gotländska familjer gifte in sig i varandra, förändrades dock församlingskaraktären och S:t Hans blev istället mer en ”överklasskyrka” för både gotlänningar och tyskar (även om man fortfarande hade skilda begravningsområden på kyrkogården, tyskarna i väster, gotlänningarna i det mer prestigefyllda öster), S:t Per mer ”småfolkets” kyrka (jämför att Skräddarelagets gilleshus låg direkt söder om S:t Per).

### Efter reformationen
Vid reformationen valde borgerskapet S:t Hans (och S:t Per) som stadskyrka, men av fortifikatoriska skäl (de höga tornen kunde härbärgera fienders kanoner som då ovanifrån kunde skjuta sönder slottet) lät länsherren, Henrik Rosencrantz, 1533/1534 riva kyrkornas torn, och istället blev ”Vår kära frus kyrka”, nuvarande Domkyrkan, stadskyrka. I S:t Hans, som var den större av de båda kyrkorna, hölls Gotlands första lutherska gudstjänster. När biskop Hans Brask var på visitation 1527 fördrev han lutheranerna från kyrkan, men så snart biskopen lämnat ön, höll lutheranerna åter mässa.
Merparten av kyrkorna revs senast under 1600-talet, då kyrkorna helt saknas på kartorna från 1646 och 1696. Högar av sten låg dock kvar och rivning fortgick ännu under början av 1800-talet. Stenen användes bland annat till att uppföra det intilliggande Lythbergska huset. Det tidiga raserandet gjorde att stora mängder gravstenar aldrig ”återanvändes”, och det gör Visby till den stad som har det största bevarade beståndet av medeltida gravstenar i Europa. Vid arkeologiska utgrävningar har man i S:t Hans hittat en gravsten med runinskrift, Hailgairs häll, daterad till omkring 1070. Den bör vara ungefär samtida med eller något senare än själva kyrkan. Innan de gammeltroende fördrivits från platsen kunde inga kristna begravningar företas där, vilket bland annat utvisas av en kristen bildstensformad äldre minnessten, rest av Mundgair och Aingair och deras faders vänner över deras fader. Sådana stenar restes ofta på platser som sedan fick kyrkor, men de där nämnda kan inte antas ligga begravda där.

## Kyrkobyggnaderna
Byggnaderna underhölls inte utan revs under 1700- och 1800-talen. Stenen användes bland annat till att uppföra det intilliggande Lythbergska huset. 